# Districts électoraux de 1939
Les  Districts électoraux de 1939 constituent des regroupements éphémères de districts électoraux entre l'élection générale québécoise de 1939 et 1944. Il s'agit de Châteauguay-La Prairie, Kamouraska-Rivière-du-Loup, Richelieu-Verchères et de Saint-Jean—Napierville.

## Châteauguay-Laprairie
Précédée de : Châteauguay et Napierville-Laprairie
Suivie de : Châteauguay et Napierville-Laprairie
|  | 1939 - 1944 | Roméo Fortin | Libéral |

## Kamouraska-Rivière-du-Loup

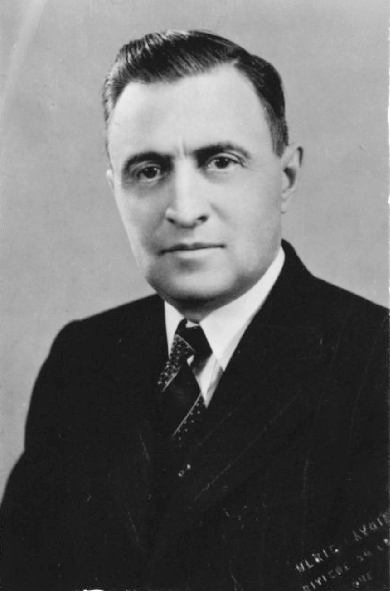
Léon Casgrain est député de Kamouraska-Rivière-du-Loup de 1939 à 1944 pour le Parti libéral du Québec

Précédée de : Kamouraska et Rivière-du-Loup
Suivie de : Kamouraska et Rivière-du-Loup
|  | 1939 - 1944 | Léon Casgrain | Libéral |

## Richelieu-Verchères
Précédée de : Richelieu et Verchères
Suivie de : Richelieu et Verchères
|  | 1939 - 1942 | Félix Messier          | Libéral |
|  | 1942 - 1944 | Joseph-Willie Robidoux | Libéral |

## Saint-Jean—Napierville
Précédée de : Saint-Jean et Napierville-Laprairie
Suivie de : Saint-Jean et Napierville-Laprairie
|  | 1939 - 1941 | Alexis Bouthillier | Libéral         |
|  | 1941 - 1944 | Jean-Paul Beaulieu | Union nationale |